# 海葡萄

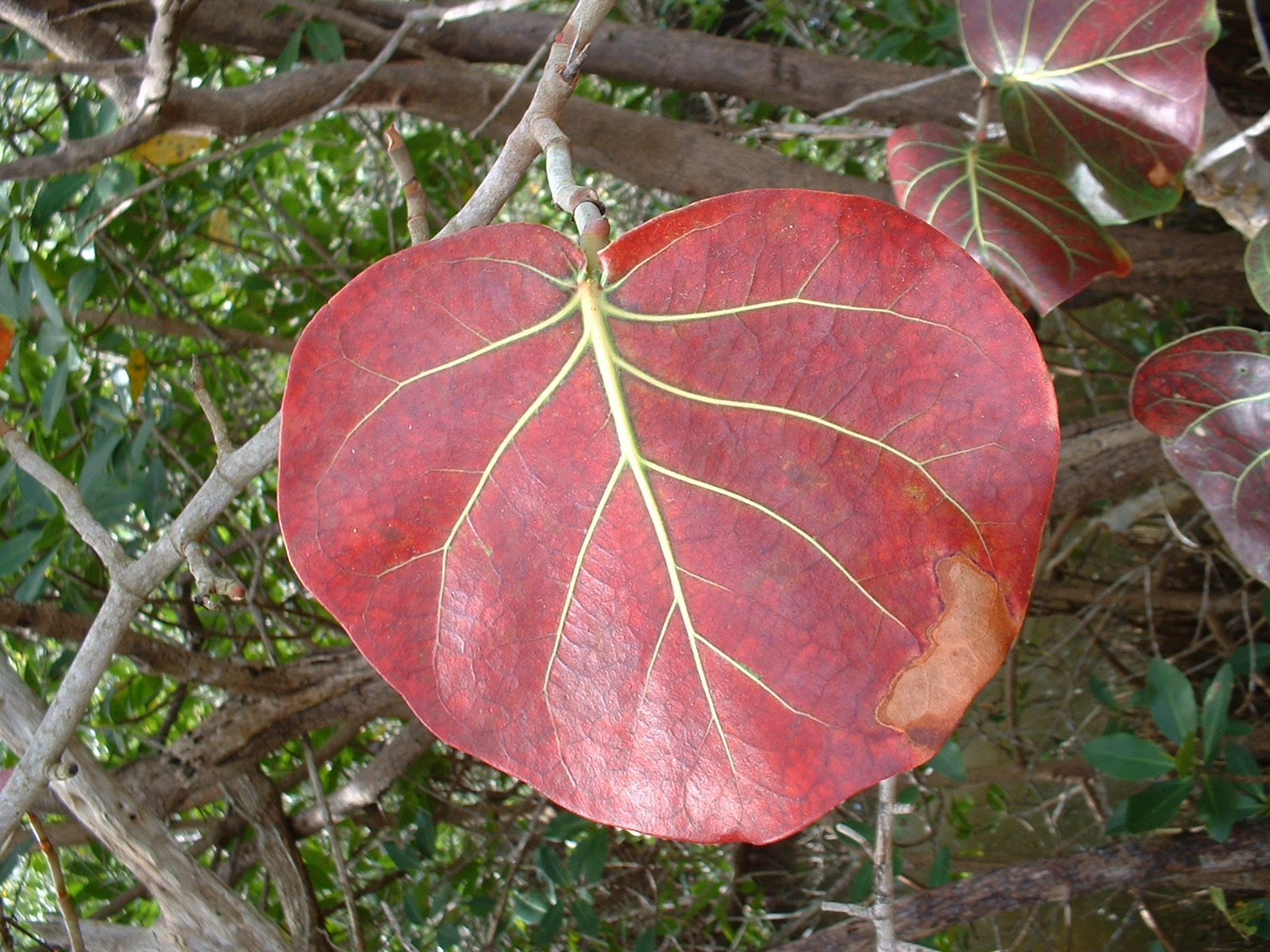
海葡萄的葉子，秋季轉紅。

海葡萄（学名：Coccoloba uvifera）是一種灌木植物，主要分佈在美洲及加勒比海的海灘，包括佛羅里達州及百慕達。它最高可達8米，但大部份標本都只有2米多少許。它的葉子很大、圓形及革質，直徑達25厘米，主脈呈紅色，衰老後的葉子會整塊轉為紅色。樹皮平滑及呈黃色。夏末會產出绿色的果實，直徑約有2厘米，像葡萄般是一蔟的。
海葡萄不能抵禦寒冷的天氣，較能忍耐陰暗的天色，而對鹽則有高度的抵抗力，故它們有時被種植來穩定海灘邊。它們亦會作為觀賞植物。其果實會用來製造果醬或直接食用。

## 分類

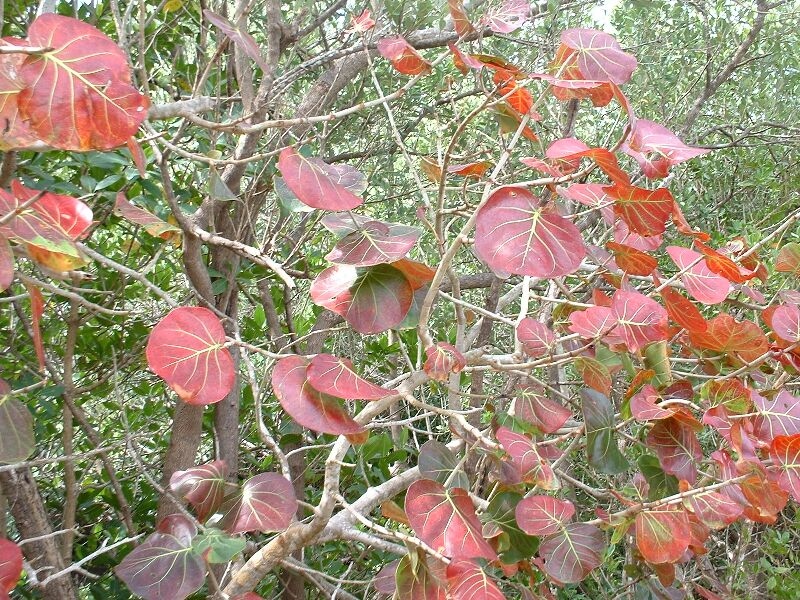
海葡萄树，秋季叶子转红

海葡萄最初的學名是由漢斯·斯隆（Hans Sloane）於1696年所取的，名為Prunus maritima racemosa，意即「成蔟葡萄的海岸李」，是海岸李的亞種。普拉肯内特（Leonard Plukenet）則將之命名為Uvifera littorea，意即「海岸邊的葡萄」。兩者都反映出歐洲對葡萄的觀念。原住民則看它們為大型的桑。
卡爾·林奈（Carolus Linnaeus）《植物種誌》的最初版本中，將海葡萄分類在蓼屬中，並命名為Polygonum uvifera，附錄著他未曾見過這種植物。後來帕特里克·布朗（Patrick Browne）為它定立了海葡萄屬。林奈在其第二版中修改了海葡萄的分類，定名為Coccolobus uvifera。

## 圖片

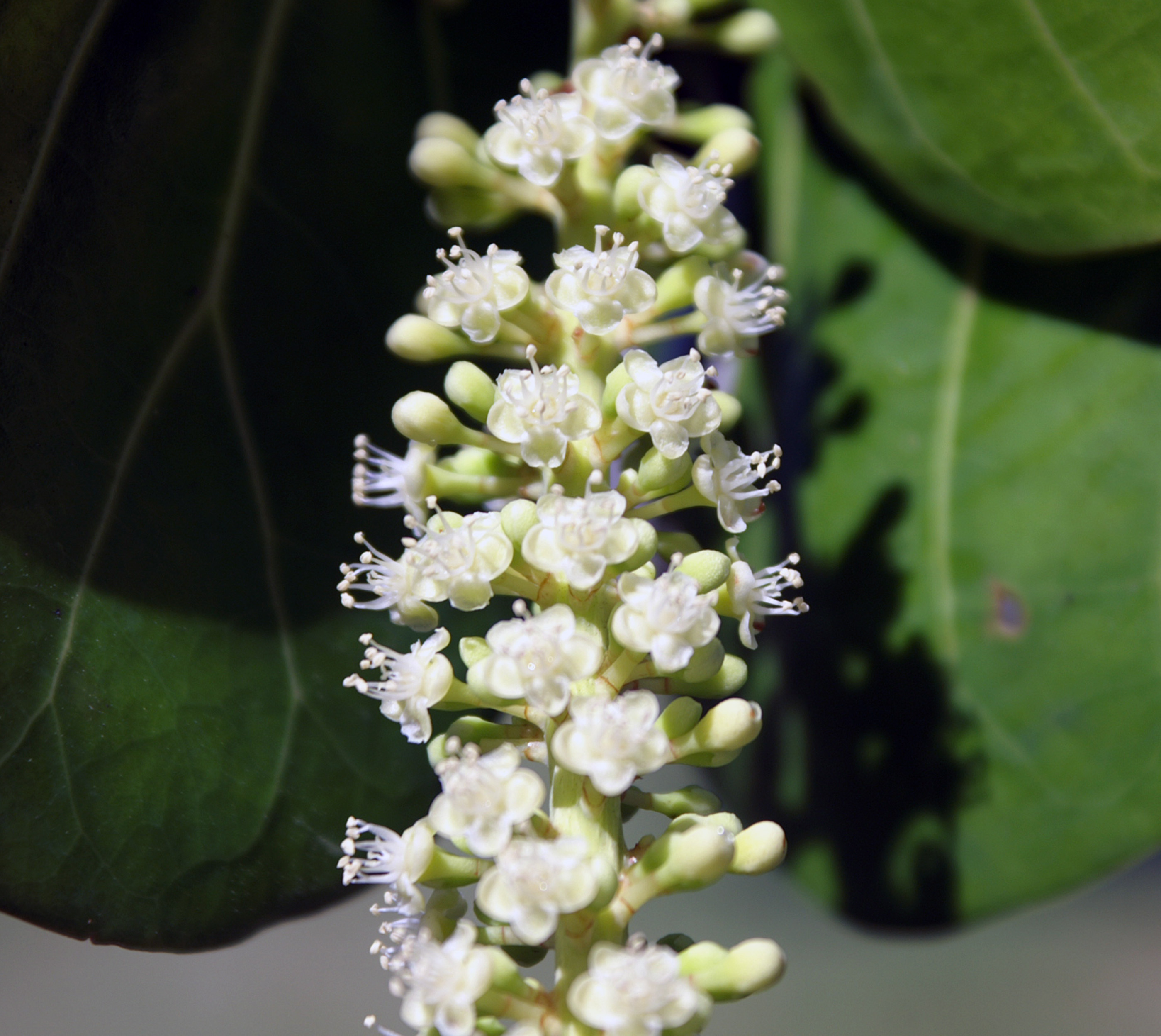
花盛開
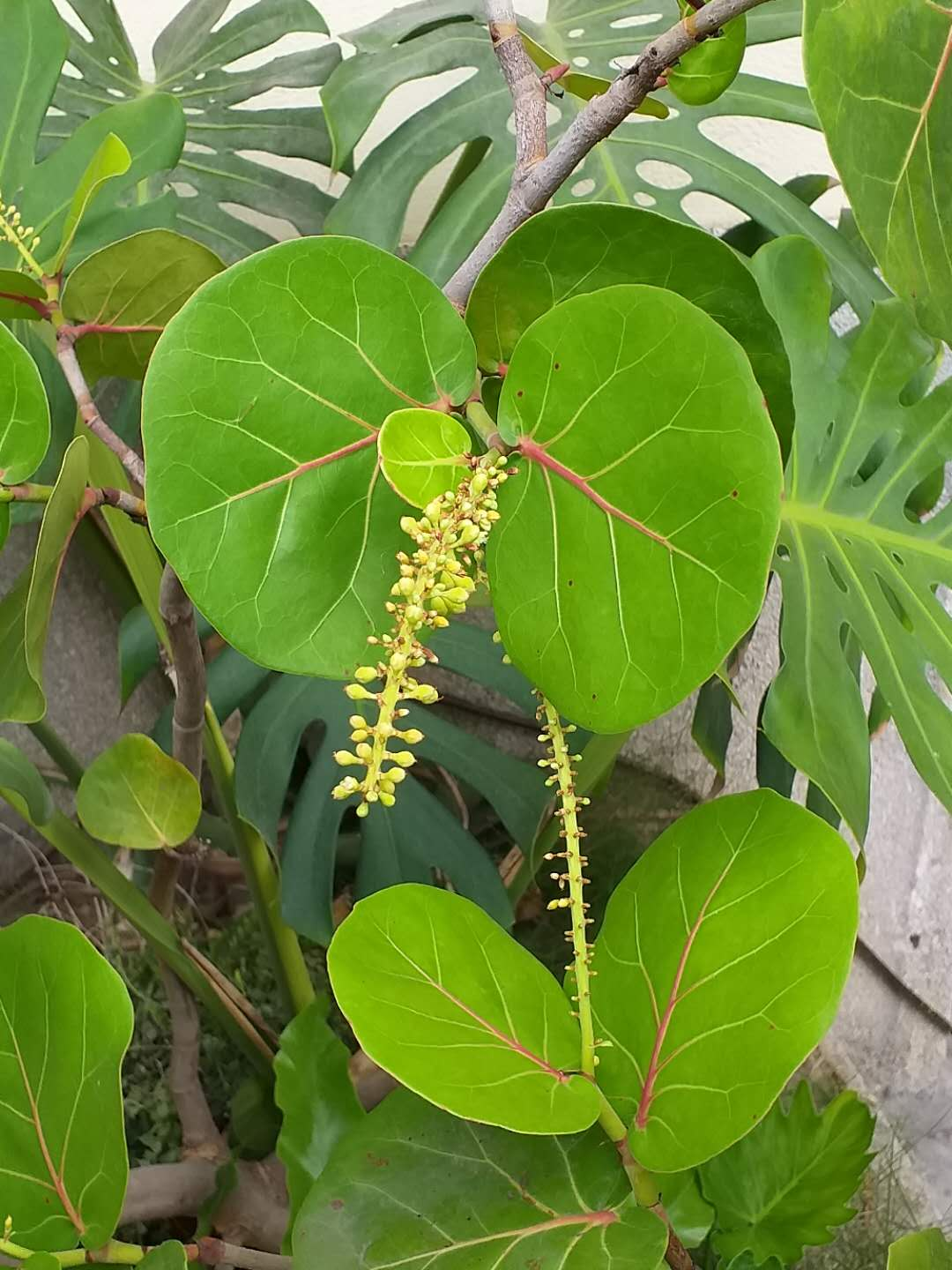
花序自葉腋伸出。盆栽，台灣。
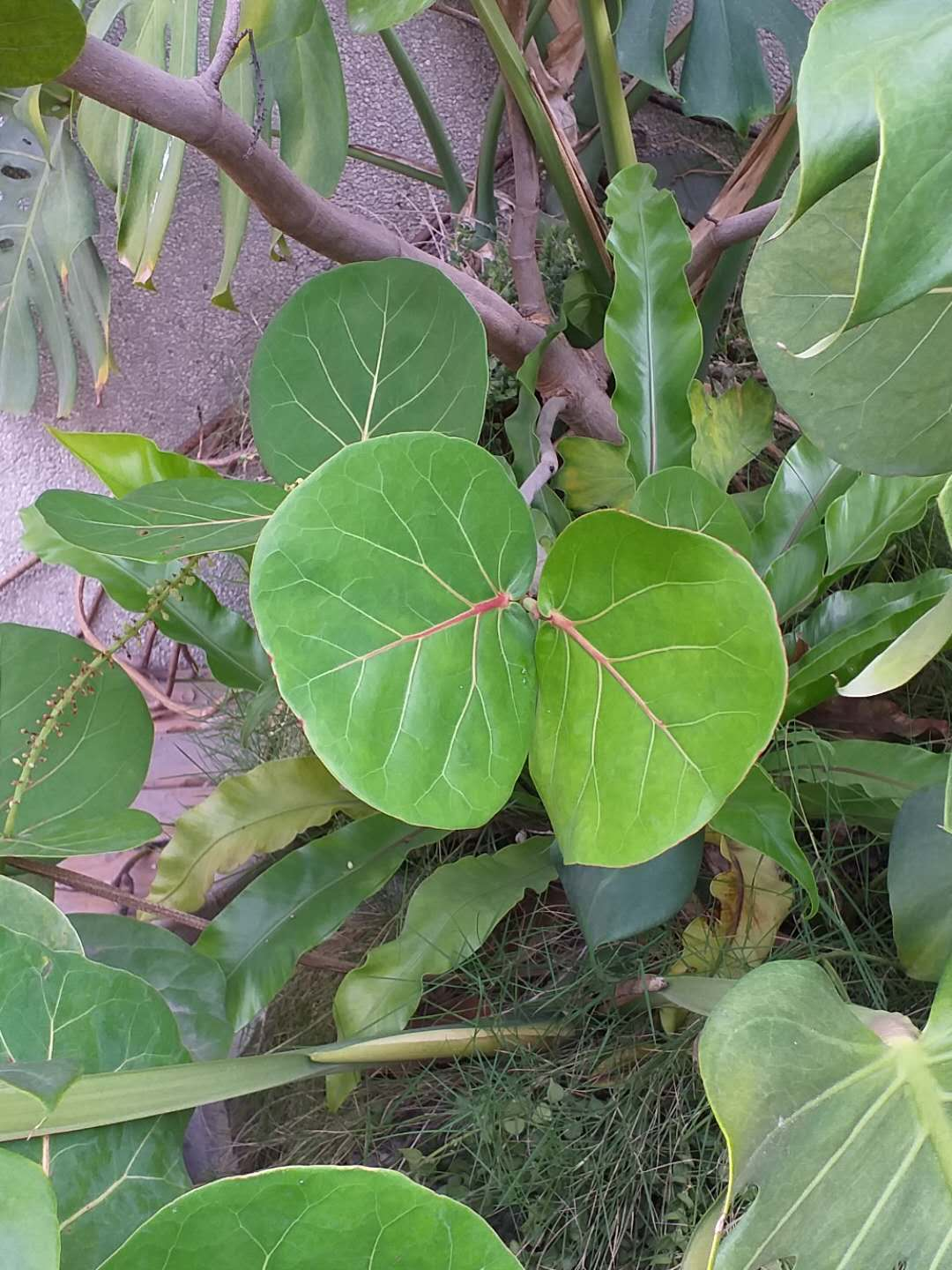
日照充足時葉脈呈紅色。盆栽，台灣。
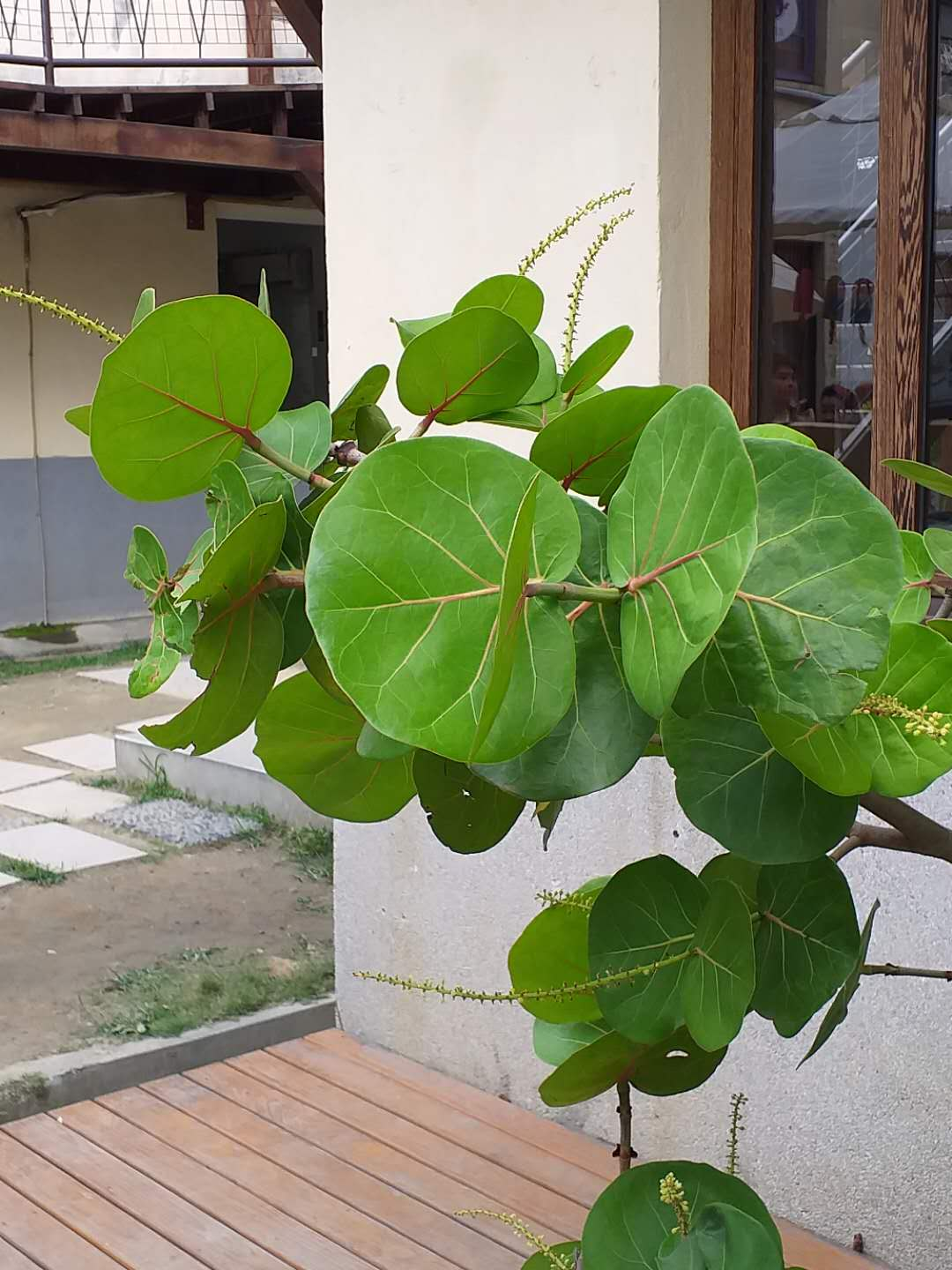
盆栽，台灣。